# مايكل تايلور (لاعب كريكت أسترالي)
ميخائيل تايلور (9 يونيو 1955 في أستراليا - ) (بالإنجليزية: Michael Taylor)‏ هو لاعب كريكت أسترالي. لعب مع فريق تسمانيا للكريكت وفريق فكتوريا للكريكت.

## وصلات خارجية
- ميخائيل تايلور على موقع إي آس بي آن كريك إنفو (الإنجليزية)